# Пољска на Светском првенству у атлетици на отвореном 2017.
Пољска је учествовала на Светском првенству у атлетици на отвореном 2017. одржаном у Лондону од 4. до 13. августа шеснаести пут, односно учествовала је на свим првенствима до данас. Репрезентацију Пољске представљала су  50 такмичара (28 мушкарца и 22 жене) у 30 дисциплина (16 мушких и 14 женских).,
На овом првенству Пољска је по броју освојених медаља заузела 8. место са 8 освојене медаља (две златне, две сребрне и четири бронзане). Поред медаља, такмичари Пољске су оборили један рекорд светских првенства и 5 личних рекорда и остварили 2 најбоља национална резултата сезоне и 9 најбоља лична резултата сезоне. У табели успешности према броју и пласману такмичара који су учествовали у финалним такмичењима (првих 8 такмичара) Пољска је са 20 учесника у финалу заузела 4. место са 86 бодова.
| Плас. | Земља  | 1. место | 2. место | 3. место | 4. место | 5. место | 6. место | 7. место | 8. место | Бр. финал. | Бод. |
| ----- | ------ | -------- | -------- | -------- | -------- | -------- | -------- | -------- | -------- | ---------- | ---- |
| 4.    | Пољска | 2        | 2        | 4        | 0        | 3        | 3        | 5        | 1        | 20         | 68   |

## Учесници
| Мушкарци: - Рафал Омелко — 400 м, 4х400 м - Адам Кшчот — 800 м - Марћин Левандовски — 800 м, 1.500 м - Михал Розмис — 800 м, 1.500 м - Дамјан Чикјер — 110 м препоне - Патрик Добек — 400 м препоне - Кристијан Залевски — 3.000 м препреке - Лукаш Кравчук — 4х400 м - Кајетан Душински — 4х400 м - Тимотеуш Зимни — 4х400 м - Артур Брзозовски — Ходање 20 км - Дамјан Блоцки — Ходање 20 км - Јакуб Јелонек — Ходање 20 км - Рафал Аугустин — Ходање 50 км - Рафал Федичински — Ходање 50 км - Адриан Блоцки — Ходање 50 км - Силвестер Беднарек — Скок увис - Пјотр Лисек — Скок мотком - Павел Војћеховски — Скок мотком - Томаш Јашчук — Скок удаљ - Михал Харатик — Бацање кугле - Конрад Буковицки — Бацање кугле - Јакуб Шишковски — Бацање кугле - Пјотр Малаховски — Бацање диска - Роберт Урбанек — Бацање диска - Павел Фајдек — Бацање кладива - Војћех Новицки — Бацање кладива - Марћин Круковски — Бацање копља | Жене: - Ева Свобода — 100 м - Ана Кјелбасињска — 200 м - Ига Баумгарт — 400 м, 4х400 м - Малгожата Холуб — 400 м, 4х400 м - Јустина Свјенти — 400 м, 4х400 м - Ангелика Ћихоцка — 800 м, 1.500 м - Јоана Јозвик — 800 м - Софија Енауи — 1.500 м - Изабела Тжаскалска — Маратон - Катажина Ковалска — Маратон - Јоана Линкиевич — 400 м препоне, 4х400 м - Александра Гаворска — 4х400 м - Патриција Вићшкиевич — 4х400 м - Мартина Дабровска — 4х400 м - Камила Лићвинко — Скок увис - Ана Јагаћиак — Троскок - Паулина Губа — Бацање кугле - Клаудија Кардаш — Бацање кугле - Анита Влодарчик — Бацање кладива - Малвина Копрон — Бацање кладива - Јоана Федоров — Бацање кладива - Марцелина Витек — Бацање копља |  |

## Освајачи медаља (8)

### Злато (2)
- Павел Фајдек — Бацање кладива
- Анита Влодарчик — Бацање кладива

### Сребро (2)
- Адам Кшчот — 800 м
- Пјотр Лисек — Скок мотком

### Бронза (4)
- Војћех Новицки — Бацање кладива
- Малгожата Холуб, Ига Баумгарт, 
 Александра Гаворска, Јустина Свјенти — 4х400 м
- Камила Лићвинко — Скок увис
- Малвина Копрон — Бацање кладива

## Резултати

### Мушкарци
| Атлетичар                                                  | Дисциплина       | Лични рекорд | Предтакмичење     | Предтакмичење | Квалификације        | Квалификације | Полуфинале                                | Полуфинале   | Финале                | Финале       | Детаљи |
| Атлетичар                                                  | Дисциплина       | Лични рекорд | Резултат          | Место         | Резултат             | Место         | Резултат                                  | Место        | Резултат              | Место        | Детаљи |
| ---------------------------------------------------------- | ---------------- | ------------ | ----------------- | ------------- | -------------------- | ------------- | ----------------------------------------- | ------------ | --------------------- | ------------ | ------ |
| Рафал Омелко                                               | 400 м            | 45,14        |                   |               | 45,69 кв             | 5. у гр. 3    | 45,37                                     | 7. у гр. 1   | Нису се квалификовали | 18 / 49 (52) |        |
| Марћин Левандовски                                         | 800 м            | 1:43,72      | 1:46,17 кв        | 6. у гр. 6    | 1:45,93              | 3. у гр. 2    | 7 / 44 (49)                               |              | Нису се квалификовали |              |        |
| Адам Кшчот                                                 | 800 м            | 1:43,30      | 1:47,36 КВ        | 3. у гр. 5    | 1:46,24 КВ           | 1. у гр. 1    | 1:44,95 ЛРС                               |              |                       |              |        |
| Михал Розмис                                               | 800 м            | 1:45,70      | 1:47,09 (.088) КВ | 2. у гр. 4    | 1:46,10              | 5. у гр. 3    | Није се квалификовао                      | 9 / 44 (49)  |                       |              |        |
| Марћин Левандовски                                         | 1.500 м          | 3:34,04      | 3:46,06 КВ        | 5. у гр. 1    | 3:38,32 КВ           | 3. у гр. 2    | 3:36,02                                   | 7 / 41 (45)  |                       |              |        |
| Михал Розмис                                               | 1.500 м          | 3:36,37      | 3:40,28 кв        | 11. у гр. 3   | 3:42,94              | 5. у гр. 3    | Нису се квалификовали                     | 22 / 41 (45) |                       |              |        |
| Дамјан Чикјер                                              | 110 м препоне    | 13,28        | 13,53 (.528) КВ   | 3. у гр. 2    | 13,42                | 5. у гр. 2    | Нису се квалификовали                     | 14 / 39 (41) |                       |              |        |
| Патрик Добек                                               | 400 м препоне    | 48,40        | 49,42 КВ          | 3. у гр. 5    | 49,40                | 6. у гр. 1    | Нису се квалификовали                     | 11 / 36 (40) |                       |              |        |
| Кристијан Залевски                                         | 3.000 м препреке | 8:16,20      | 8:28,41           | 9. у гр. 1    |                      |               | Нису се квалификовали                     | 19 / 44 (45) |                       |              |        |
| Кајетан Душински Рафал Омелко Лукаш Кравчук Тимотеуш Зимни | 4 х 400 м        | 2:58,00 НР   | 3:01,78 КВ, НРС   | 2. у гр. 1    | 3:01,59 НРС          | 7 / 16        |                                           |              |                       |              |        |
| Артур Брзозовски                                           | 20 км ходање     | 1:21:16      |                   |               |                      |               |                                           |              | 1:20:33 ЛР            | 12 / 58 (64) |        |
| Дамјан Блоцки                                              | 20 км ходање     | 1:21:52      | 1:21:29 ЛР        | 20 / 58 (64)  |                      |               |                                           |              |                       |              |        |
| Јакуб Јелонек                                              | 20 км ходање     | 1:21:05      | 1:27:43           | 53 / 58 (64)  |                      |               |                                           |              |                       |              |        |
| Адријан Блоцки                                             | 50 км ходање     | 3:47:16      | 3:55:49           | 24 / 33 (49)  |                      |               |                                           |              |                       |              |        |
| Рафал Аугустин                                             | 50 км ходање     | 3:43:22      | 3:44:18 ЛРС       | 7 / 33 (49)   |                      |               |                                           |              |                       |              |        |
| Рафал Федичински                                           | 50 км ходање     | 3:46:05      | 3:52:11           | 22 / 33 (49)  |                      |               |                                           |              |                       |              |        |
| Силвестер Беднарек                                         | Скок увис        | 2,33 д       |                   |               | 2,26                 | 12. у гр. А   |                                           |              | Није се квалификовао  | 20 / 26 (37) |        |
| Павел Војћеховски                                          | Скок мотком      | 5,93 НР      | 5,70 кв           | 3. у гр. Б    | 5,75                 | 5 / 26 (30)   | Архивирано на веб-сајту (23. август 2017) |              |                       |              |        |
| Пјотр Лисек                                                | Скок мотком      | 6,00 д       | 5,70 кв           | 2. у гр. А    | 5,89                 |               | Архивирано на веб-сајту (23. август 2017) |              |                       |              |        |
| Томаш Јашчук                                               | Скок удаљ        | 8,18         | 7,64              | 12. у гр. Б   | Није се квалификовао | 26 / 31 (32)  |                                           |              |                       |              |        |
| Михал Харатик                                              | Бацање кугле     | 21,88        | 21,27 КВ          | 1. у гр. А    | 21,41                | 5 / 32        |                                           |              |                       |              |        |
| Конрад Буковицки                                           | Бацање кугле     | 21,97        | 20,55 кв          | 7. у гр. Б    | 20,89                | 8 / 32        |                                           |              |                       |              |        |
| Јакуб Шишковски                                            | Бацање кугле     | 20,92        | 20,54             | 6. у гр. А    | Није се квалификовао | 13 / 32       |                                           |              |                       |              |        |
| Пјотр Малаховски                                           | Бацање диска     | 71,84 НР     | 65,13 КВ          | 3. у гр. А    | 65,24                | 5 / 30 (32)   |                                           |              |                       |              |        |
| Роберт Урбанек                                             | Бацање диска     | 66,93        | 63,67 кв          | 4. у гр. Б    | 64,15                | 7 / 30 (32)   |                                           |              |                       |              |        |
| Павел Фајдек                                               | Бацање кладива   | 83,93 НР     | 76,82 КВ          | 1. у гр. А    | 79,81                |               |                                           |              |                       |              |        |
| Војћех Новицки                                             | Бацање кладива   | 80,47        | 76,85 КВ          | 1. у гр. Б    | 78,03                |               |                                           |              |                       |              |        |
| Марћин Круковски                                           | Бацање копља     | 88,09 НР     | 83,49 КВ          | 5. у гр. А    | 82,01                | 9 / 33 (34)   |                                           |              |                       |              |        |

### Жене
| Атлетичарка                                                                                                  | Дисциплина     | Лични рекорд | Квалификације   | Квалификације | Полуфинале            | Полуфинале            | Финале                | Финале       | Детаљи |
| Атлетичарка                                                                                                  | Дисциплина     | Лични рекорд | Резултат        | Место         | Резултат              | Место                 | Резултат              | Место        | Детаљи |
| --- | -------------- | ------------ | --------------- | ------------- | --------------------- | --------------------- | --------------------- | ------------ | ------ |
| Ева Свобода                                                                                                  | 100 м          | 11,12        | 11,24 кв, ЛРС   | 5. у гр. 6    | 11,35                 | 8. у гр. 2            | Није се квалификовала | 24 / 46 (47) |        |
| Ана Кјелбасињска                                                                                             | 200 м          | 22,94        | 23,48           | 6. у гр. 1    | Није се квалификовала | Није се квалификовала | Није се квалификовала | 25 / 46 (49) |        |
| Ига Баумгарт                                                                                                 | 400 м          | 51,71        | 51,88 (.879) кв | 3. у гр. 6    | 51,81 (.801)          | 6. у гр. 2            | Није се квалификовала | 15 / 48 (49) |        |
| Малгожата Холуб                                                                                              | 400 м          | 51,27        | 52,26 (.257)    | 4. у гр. 4    | Нису се квалификовале | Нису се квалификовале | Нису се квалификовале | 21 / 48 (49) |        |
| Јустина Свјенти                                                                                              | 400 м          | 51,15        | 53,62           | 6. у гр. 1    | Нису се квалификовале | Нису се квалификовале | Нису се квалификовале | 43 / 48 (49) |        |
| Јоана Јозвик                                                                                                 | 800 м          | 1:57,37      | 2:01,51 КВ      | 2. у гр. 3    | 2:01,91               | 5. у гр. 3            | Није се квалификовала | 20 / 45 (47) |        |
| Ангелика Ћихоцка                                                                                             | 800 м          | 1:58,97      | 2:00,86 КВ, ЛРС | 1. у гр. 2    | 1:59,32 КВ, ЛРС       | 2. у гр. 2            | 1:58,41 ЛР            | 6 / 45 (47)  |        |
| Ангелика Ћихоцка                                                                                             | 1.500 м        | 4:01,61      | 4:03,27 КВ      | 4. у гр. 1    | 4:03,96 КВ            | 4. у гр. 1            | 4:04.16               | 7 / 43 (44)  |        |
| Софија Енауи                                                                                                 | 1.500 м        | 4:01,00      | 4:03,35 КВ, ЛРС | 3. у гр. 3    | 4:05,80               | 6. у гр. 2            | Није се квалификовала | 13 / 43 (44) |        |
| Изабела Тжаскалска                                                                                           | Маратон        | 2:29:56      |                 |               |                       |                       | 2:35:03               | 23 /78 (92)  |        |
| Катажина Ковалска                                                                                            | Маратон        | 2:29:41      | 2:39:39         | 23 /78 (92)   |                       |                       |                       |              |        |
| Јоана Линкиевич                                                                                              | 400 м препоне  | 55,62        | 56.18 (.176) кв | 5. у гр. 2    | 56,25                 | 7. у гр. 1            | Није се квалификовала | 15 / 39      |        |
| Малгожата Холуб, Ига Баумгарт, Александра Гаворска, Јустина Свјенти, Патриција Вићшкиевич, Мартина Дабровска | 4 х 400 м      | 3:24,49 НР   | 3:26,47 КВ, НРС | 4. у гр. 2    |                       |                       | 3:25,41 НРС           |              |        |
| Камила Лићвинко                                                                                              | Скок увис      | 2,01 д НР    | 1,92 кв         | 1. у гр. Б    | 1,99                  |                       |                       |              |        |
| Ана Јагаћиак                                                                                                 | Троскок        | 14,33        | 14,09 кв        | 4. у гр. А    | 14,25                 | 6 / 26                |                       |              |        |
| Паулина Губа                                                                                                 | Бацање кугле   | 18,63д       | 17,52           | 8. у гр. Б    | Нису се квалификовале | 16 / 30 (31)          |                       |              |        |
| Клаудија Кардаш                                                                                              | Бацање кугле   | 17,88        | 17,52           | 9. у гр. А    | Нису се квалификовале | 17 / 30 (31)          |                       |              |        |
| Анита Влодарчик                                                                                              | Бацање кладива | 82,98 СР, НР | 74,61 КВ        | 1. у гр. Б    | 77,90                 |                       |                       |              |        |
| Малвина Копрон                                                                                               | Бацање кладива | 71,27        | 74,97 КВ        | 1. у гр. А    | 74,76                 |                       |                       |              |        |
| Јоана Федоров                                                                                                | Бацање кладива | 75,09        | 71,72 КВ        | 5. у гр. Б    | 73,04                 | 6 / 30 (32)           |                       |              |        |
| Марија Андрејчик                                                                                             | Бацање копља   | 63,03        | 59,00           | 11. у гр. Б   | Није се квалификовала | 22 / 30 (31)          |                       |              |        |